# Amanda Tapping
Amanda Tapping est une actrice et réalisatrice de télévision britannico-canadienne, née le 28 août 1965 à Rochford, dans l'Essex (Royaume-Uni).
Elle est principalement connue pour son rôle de Samantha Carter dans les séries télévisées Stargate SG-1, Stargate Atlantis et Stargate Universe, et pour celui du docteur Helen Magnus dans Sanctuary.

## Biographie
Amanda a deux frères ainés et un jumeau. À l'âge de 3 ans, elle part avec sa famille vivre en Ontario, au Canada. Au lycée, elle a gagné deux prix : le « Dramatic Arts Award » et le « Environmental Science Award ». Elle a étudié l'environnement et les arts dramatiques au North Toronto Collegiate Institute au Canada.
À la fin de ses études, elle ne désirait pas faire de cinéma, pour ainsi se consacrer entièrement au théâtre. Mais elle décide finalement de faire de la publicité pour arrondir ses fins de mois. Après cela, elle fait quelques apparitions dans X-Files, aux frontières du réel et Au-delà du réel : L'aventure continue, elle décroche un rôle important en tant que capitaine puis major, lieutenant colonel et colonel Samantha Carter, membre de l'équipe d'élite de Stargate SG-1 puis de Stargate Atlantis, comme membre régulier de la quatrième saison en tant que directrice des activités liées à Atlantis. Amanda Tapping est d'ailleurs la personne qui totalise le plus d'apparitions dans l'univers Stargate, avec une présence dans 238 épisodes (211 épisodes de Stargate SG-1, 25 de Stargate Atlantis, et deux de Stargate Universe), ainsi que dans les deux téléfilms de l'univers Stargate. Elle est aussi la seule à avoir joué dans chaque saison et chaque téléfilm de la franchise jusqu'à aujourd'hui, à l'exception de la saison 2 de Universe.
Amanda Tapping est l'un des producteurs exécutifs d'une série intitulée Sanctuary dans laquelle elle incarnait le docteur Helen Magnus. Le 21 mai 2012, la chaîne SYFY annonce qu'elle ne renouvelle pas la série. Elle est aussi la fondatrice de l'association « Sanctuary for Kids » dont le but d'améliorer la vie des enfants partout dans le monde qui ont besoin de protection en situation de crise, ceux qui sont exploités ou maltraités. Depuis, Amanda Tapping est devenue l'un des producteurs de la série Van Helsing (développée par Neil LaBute) pour deux épisodes. Elle est également réalisatrice sur la série Les Voyageurs du Temps (créée par Brad Wright et diffusée depuis le 17 octobre 2016 sur Showcase). Elle y apparaît d'ailleurs lors de plusieurs épisodes de la saison 2 en tant que psychologue.
Elle réalise également quelques épisodes de la série Supernatural, mais aussi ceux de la série créée par Jason Rothenberg Les 100.
En 2020, Amanda réalise l'épisode 3 de la saison 1 de Motherland : Fort Salem.
Fin 2020, l’ancienne actrice de Stargate dirigera et produira la nouvelle saison, la saison 2.
En 2024, les 8 épisodes de Dead Boy Detectives sont créés par différents réalisateurs dont Amanda Tapping a tourné l'épisode 5.
Elle est mariée avec Alan Kovacs depuis le 23 septembre 1994 et habite à Vancouver, au Canada. Ils ont une fille, née le 22 mars 2005, qui se nomme Olivia B.

## Filmographie
| Actrice | Actrice                                          | Actrice                                       | Actrice                                                     |
| Années  | Film                                             | Rôle                                          | Notes                                                       |
| ------- | ------------------------------------------------ | --------------------------------------------- | ----------------------------------------------------------- |
| 1991    | Street Legal (en)                                |                                               | 1 épisode                                                   |
| 1993    | E.N.G. Reporters de choc                         | Présentatrice des infos                       | 1 épisode                                                   |
| 1994    | Le justicier des ténèbres                        | Dr Naomi Ross                                 | Série télévisée, épisode Near Death                         |
| 1994    | Chair de poule (Goosebumps)                      | Mme Merton                                    | Série télévisée (saison 1 épisode 14, Terreur sous l'évier) |
| 1995    | Famille à l'essai                                | Mme Nicely                                    | Film                                                        |
| 1995    | Net Worth                                        | Colleen Howe                                  | Téléfilm                                                    |
| 1995    | The Haunting of Lisa                             | Gina/Angel                                    | Téléfilm                                                    |
| 1995    | Au bénéfice du doute (Degree of Guilt)           | Marcy                                         | Téléfilm                                                    |
| 1996    | Chahut au bahut (Flash Forward)                  | Miss Yansouni                                 | Série télévisée                                             |
| 1996    | Remembrance                                      | Linda                                         | Téléfilm                                                    |
| 1996    | Golden Will: The Silken Laumann Story            | Kathryn Laumann                               | Téléfilm                                                    |
| 1996    | What Kind of Mother Are You?                     | Ingrid Elstad                                 | Film                                                        |
| 1996    | Un tandem de choc                                | Audrey McKenna                                | Série télévisée, épisode Starman                            |
| 1996    | X-Files, aux frontières du réel                  | Carina Sayles                                 | Série télévisée, saison 3 épisode 21 La Visite              |
| 1997    | The Donor                                        | Cassie                                        | Film                                                        |
| 1997    | Booty Call                                       | Dr Moore                                      | Film                                                        |
| 1997    | Stargate SG-1                                    | Capitaine/Major/Lt. Col./Col. Samantha Carter | Série télévisée, de 1997 à 2007                             |
| 1998    | Millennium                                       | Dr Cantor                                     | Série télévisée, épisode Borrowed Time                      |
| 1998    | Au-delà du réel : L'aventure continue            | Kate Girard                                   | Série télévisée, épisode The Joining                        |
| 2000    | Blacktop                                         | Waitress                                      | Téléfilm                                                    |
| 2001    | The Void (en)                                    | Prof. Eva Soderstrom                          | Film DVD                                                    |
| 2002    | Stuck                                            | Liz                                           | Film                                                        |
| 2002    | Life or Something Like It                        | Carrie Maddox                                 | Film                                                        |
| 2004    | Traffic                                          | Home Owners Wife                              | Mini-série télévisée                                        |
| 2004    | Legend of Earthsea                               | Lady Elfarren                                 | Téléfilm                                                    |
| 2004    | Proof Positive                                   | Host                                          | Série télévisée 2004-2005                                   |
| 2005    | Stargate Atlantis                                | Colonel Samantha Carter                       | Télévision 2005-2009, Starring 2007-2008                    |
| 2006    | Breakdown                                        | Mary Johnson                                  | Court métrage                                               |
| 2006    | Engaged to Kill                                  | Detective Burns                               | Téléfilm                                                    |
| 2007    | Sanctuary                                        | Dr Helen Magnus                               | Websérie                                                    |
| 2008    | Sanctuary                                        | Dr Helen Magnus                               | Série télévisée, de 2008 à décembre 2011                    |
| 2008    | Stargate : L'Arche de vérité                     | Lieutenant Colonel Samantha Carter            | Téléfilm (DVD)                                              |
| 2008    | Stargate : Continuum                             | Colonel Samantha Carter                       | Téléfilm (DVD)                                              |
| 2008    | Les Traqueurs de fantômes                        | Herself                                       | 2008 Halloween Live                                         |
| 2009    | Dancing Trees (Nicole et Martha)                 | Joséphina                                     | Téléfilm                                                    |
| 2009    | Stargate Universe                                | Colonel Samantha Carter                       | Série télévisée, 2 épisodes                                 |
| 2012    | Random Acts of Romance                           | Dianne                                        | Téléfilm                                                    |
| 2012    | 12 ans sans ma fille (Taken Back: Finding Haley) | Susan                                         | Téléfilm                                                    |
| 2012    | Space Milkshake                                  | Valentina                                     | Film                                                        |
| 2012    | Supernatural                                     | Naomi                                         | 8 épisodes, saison 8                                        |
| 2013    | Motive                                           | Dr Kate Robbins                               | Épisode Acquitté                                            |
| 2015    | Killjoys                                         | Dr. Jaeger                                    | Saison 1, Episode 7 Le Cobaye                               |
| 2017    | Les Voyageurs du temps                           | Dr. Perrow                                    | 5 épisodes, Saison 2 et direction de 5 épisodes             |
| 2018    | Supernatural                                     | Naomi                                         | 2 épisodes, saison 13 épisode 19 et saison 14 épisode 8     |
| 2022    | Motherland: Fort Salem                           | La Mère                                       | Saison 3, épisode 10 Revolution Part 2                      |

## Voix française
Amanda Tapping est doublée par Hélène Chanson dans les séries télévisées Stargate SG-1, Stargate Atlantis, Stargate Universe et Supernatural, ainsi que dans les téléfilms Stargate : L'Arche de vérité, Stargate : Continuum et 12 ans sans ma fille.

## Distinctions

### Récompenses
- 2002 : Leo Awards de la meilleure performance dans une série télévisée dramatique pour Stargate SG-1
- 2004 : Leo Awards de la meilleure performance pour une actrice dans une série télévisée dramatique pour Stargate SG-1
- 2005 : Leo Awards de la meilleure performance pour une actrice dans une série télévisée dramatique pour Stargate SG-1
- Saturn Awards 2005 : Meilleure actrice dans un second rôle pour Stargate SG-1
- 2007 : Leo Awards de la meilleure performance la plus fun dans un court-métrage pour Breakdown
- 2009 : Leo Awards de la meilleure performance pour une actrice dans une série télévisée dramatique pour Sanctuary
- Women in Film & Television Vancouver's Spotlight Awards 2009 : Lauréate du Prix Spécial duJury Spotlight pour Sanctuary
- Jules Verne Awards 2012 : Lauréate du Prix Jules Verne Awards de la meilleure performance pour une actrice dans une série télévisée dramatique pour Sanctuary

### Nominations
- 2000 : Leo Awards de la meilleure performance pour une actrice dans une série télévisée dramatique pour Stargate SG-1
- Saturn Awards 2000 : Meilleure actrice dans un second rôle pour Stargate SG-1
- Saturn Awards 2001 : Meilleure actrice dans un second rôle pour Stargate SG-1
- Saturn Awards 2002 : Meilleure actrice dans un second rôle pour Stargate SG-1
- Saturn Awards 2004 : Meilleure actrice dans un second rôle pour Stargate SG-1
- 2010 : Leo Awards de la meilleure performance pour une actrice pour Sanctuary
- 2010 : Leo Awards de la meilleure série télévisée dramatique pour Sanctuary partagé avec Damian Kindler, Martin Wood, Alan McCullough, S. Lily Hui, Lisa Richardson et Lee Wilson
- 2011 : Leo Awards de la meilleure performance pour une actrice dans une série télévisée dramatique pour Sanctuary
- 2011 : Leo Awards de la meilleure série télévisée dramatique pour Sanctuary partagé avec Damian Kindler, Martin Wood, Alan McCullough, S. Lily Hui, James Thorpe, Lee Wilson, George Horie et Gillian Horvath
- 2012 : Leo Awards de la meilleure performance pour une actrice dans une série télévisée dramatique pour Sanctuary
- 2012 : Leo Awards de la meilleure série télévisée dramatique pour Sanctuary partagé avec Damian Kindler, Martin Wood, George Horie, Lee Wilson, James Thorpe, Alan McCullough et Gillian Horvath